# Neustadt, Neuwied
Neustadt (Wied) hay Neustadt an der Wied là một đô thị ở huyện Neuwied, bang Rheinland-Pfalz, nước Đức. Đô thị Neustadt diện tích 35,83 km². Đô thị này tọa lạc ở Westerwald, về phía đông nam của Bonn. Neustadt thuộc Verbandsgemeinde ("đô thị tập thể") Asbach (Westerwald).